# Bandiera delle Samoa Americane
La bandiera delle Samoa Americane fu adottata il 24 aprile 1960.
La bandiera è composta da un triangolo bianco, bordato di rosso su sfondo blu, con un'aquila di mare testabianca all'interno. L'aquila mantiene nelle zampe due simboli tradizionali locati, il fue e l'uatogi, i quali simboleggiano rispettivamente la saggezza dei capi tradizionali di Samoa e la potenza dello Stato. I succitati colori, invece, sono tradizionali sia delle Samoa che degli Stati Uniti d'America.